# Gajrat Kadyrow
Gajrat Chamidułłajewicz Kadyrow (ros. Гайра́т Хамидулла́евич Кады́ров, ur. 7 grudnia 1939 w Taszkencie) – premier Uzbeckiej SRR (1984-1989).

## Życiorys
Urodzony w rodzinie uzbeckiej. W latach 1957–1962 studiował w Taszkenckim Instytucie Politechnicznym, po czym został inżynierem konstruktorem w fabryce transformatorów w Czyrczyku, później był kierownikiem grupy, sektora i biura konstruktorskiego. Od 1965 członek KPZR, 1968-1970 sekretarz komitetu partyjnego fabryki transformatorów w Czyrczyku, 1970-1973 instruktor, a 1973-1979 inspektor KC Komunistycznej Partii Uzbekistanu. W 1975 ukończył Wyższą Szkołę Partyjną przy KC KPZR, 1979-1984 zajmował stanowisko kierownika Wydziału Przemysłu Ciężkiego i Budowy Maszyn KC KPU, od listopada 1984 do października 1989 był przewodniczącym Rady Ministrów Uzbeckiej SRR, a od października 1989 do kwietnia 1991 zastępcą ministra przemysłu elektrotechnicznego i budowy przyrządów ZSRR. Od 6 marca 1986 do 2 lipca 1990 zastępca członka KC KPZR. Deputowany do Rady Najwyższej ZSRR 11 kadencji, deputowany ludowy ZSRR. Był odznaczony Orderem Czerwonego Sztandaru Pracy.